# Фарах, Булус
Булус Фарах (араб. بولس فرح‎; 1910―1991) ― палестинский профсоюзный деятель и историк.

## Биография
Булус Фарах родился в Назарете в 1910 году. Его отец был христианином, строителем по профессии; он умер во время Первой мировой войны.
В возрасте 14 лет Фарах начал работать в типографии в Хайфе, однако вскоре покинул её из-за непосильных требований к труду. Вскоре после этого устроился железнодорожным рабочим, где предлагались довольно комфортные условия труда: работники должны были работать лишь по 8 часов в день (в других отраслях обычно трудились по 12 или даже 14 часов в день), каждый год им предоставлялась неделя оплачиваемого отпуска. Параллельно с работой он активно занимался самообразованием и выучил английский язык, чтобы читать произведения классиков марксизма, который тогда ещё не были переведены на арабский. Таким образом, несмотря на то, что он окончил всего 4 класса, он получил значительное самообразование. Вступив в Коммунистическую партию Палестины, он начал продвигаться по партийной лестнице и в 1934 стал одним из первых арабов, которые отправились учиться в Москву в Коммунистический университет трудящихся Востока, где изучал философию марксизма. О годах, проведённых в Москве, он впоследствии отзывался как о лучшем периоде в своей жизни.
В 1937 году вернулся в Хайфу. В 1940 году был исключён из Палестинской коммунистической партии из-за поддержки арабского национализма. Основал Федерацию арабских профсоюзов в 1942 году, членами организации стали от 1000 до 1500 рабочих нефтеперерабатывающих заводов, солдат британской армии и портовых работников. После Второй мировой войны отошёл от политики, занявшись бизнесом и публицистикой. Много времени проводил в Германии. Был женат на еврейке.